# Wedig Kausch-Blecken von Schmeling

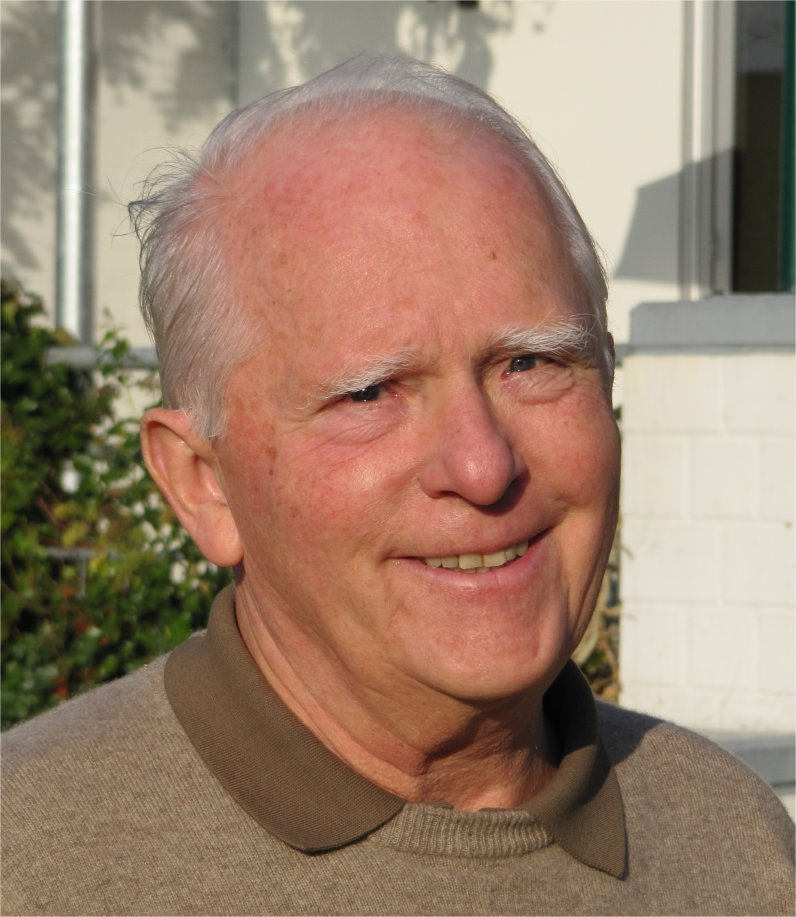
Wedig Kausch-Blecken von Schmeling (2012)

Wedig Kausch-Blecken von Schmeling (oft nur Wedig Kausch; * 17. April 1934) ist ein deutscher Forstbeamter und Forstwissenschaftler. Bekannt wurde er in den 1990er Jahren durch seinen Einsatz für die Erhaltung der beiden seltenen Baumarten Speierling und Elsbeere, zu denen er jeweils umfangreiche Bücher veröffentlichte. 

## Leben
Der aus Pommern stammende Wedig Kausch-Blecken von Schmeling floh bei Kriegsende 1945 nach Westdeutschland. Nach dem Abitur in Hamburg schlug er eine forstliche Ausbildung ein. Er begann diese mit einem Lehrjahr bei Forstmeister Hans Jürgen von Arnswaldt (1897–1988) im Sachsenwald. Anschließend studierte er Forstwissenschaften an der Forstlichen Fakultät der Georg-August-Universität Göttingen in Hann. Münden und der Ludwig-Maximilians-Universität München. Für sein Forstreferendariat kehrte er nach Schleswig-Holstein zurück. Nachdem er die Große Forstliche Staatsprüfung abgelegt hatte, arbeitete er vier Jahre lang als Assistent bei Gerhard Speidel in Hann. Münden, bei dem er mit einer Dissertation zu dem betriebswirtschaftlichen Thema Die Verwaltungskosten bei den verschiedenen Ertragsklassen der Baumarten Buche und Fichte. Dargestellt an Beispielen der Niedersächsischen Landesforstverwaltung 1965 auch promoviert wurde. Danach ging Kausch-Blecken von Schmeling für anderthalb Jahre nach Brüssel, wo er im Forstreferat des Statistischen Amtes der Europäischen Gemeinschaft beschäftigt war. 
Sein Wechsel in die forstliche Praxis führte ihn nach Niedersachsen, wo er zunächst fünf Jahre als Forsteinrichter beim Niedersächsischen Forsteinrichtungsamt wirkte. In dieser Zeit richtete er die Forstämter in Cloppenburg (teilweise), Uetze, Syke und Diekholzen ein.
Im Jahr 1972 wurde Kausch-Blecken von Schmeling die Leitung des Forstamtes Bovenden bei Göttingen übertragen. Dort hatte er es vor allem mit den Besonderheiten der Edellaubholz-Wirtschaft und -Vermarktung zu tun. So begann er, sich intensiv mit dem Speierling zu beschäftigen. Bereits 1975 hat er die erste Kultur dieser Baumart im Wald des Forstamtes Bovenden bei Göttingen mitangelegt. Ebenso wandte er sich der Elsbeere zu, über die er 1980 auch eine Abhandlung in der Schriftenreihe „Aus dem Walde“ veröffentlichte.
Durch die engen Kontakte, die das Forstamt Bovenden traditionell zur Forstlichen Fakultät und der Fachhochschule in Göttingen pflegt, ergab es sich schließlich, dass Wedig Kausch-Blecken von Schmeling 1977 hauptamtlich als Professor für die Fächer Forsteinrichtung und Forstnutzung am Göttinger Fachbereich Forstwirtschaft (heute „Fakultät Ressourcenmanagement“) der Fachhochschule Hildesheim/Holzminden/Göttingen wechselte, wo er bis zum Eintritt in den Ruhestand 1999 lehrte. Er war von 1981 bis 1983 auch Dekan seines Fachbereichs.
Wedig Kausch-Blecken von Schmeling lebt in Bovenden.

## Leistungen

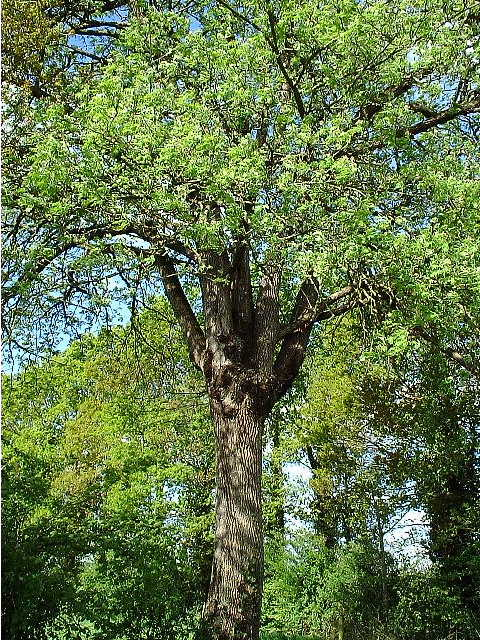
Wedig Kausch-Blecken von Schmeling hat sich besonders für die Erhaltung des selten gewordenen Speierlings eingesetzt

Bekannt wurde Wedig Kausch-Blecken von Schmeling seit seiner Zeit als Forstamtsleiter in Bovenden und dann als Professor an der Fachhochschule Göttingen durch seinen Einsatz für die Erhaltung und die Förderung der Baumarten Speierling und Elsbeere. Diese, ohnehin nicht häufig, waren durch den modernen Waldbau zunehmend vom Aussterben bedroht, da sie als vor allem im höheren Alter sehr lichtbedürftige Baumarten im modernen Hochwald kaum konkurrenzfähig sind und ohne gezielte Pflegeeingriffe des Menschen allmählich ausgedunkelt werden und damit verschwinden. 
Im Jahr 1988 etablierte er einen Provenienzversuch für den Speierling mit europaweiter Einsammlung. Auch betreute er 20 Diplomarbeiten am Fachbereich Forstwirtschaft, die wesentliche Erkenntnisse über diese Baumart erbrachten.
Um seine beiden Werke Der Speierling (1992) und Die Elsbeere (Sorbus torminalis Crantz) (1994) ganz nach seinen Vorstellungen gestalten und ausstatten zu können, gründete er den Verlag Kausch mit Sitz in Bovenden. Noch als Professor in Göttingen setzte er zudem durch, dass der Speierling 1993 „Baum des Jahres“ wurde. Dies sicherte dem selten gewordenen Rosengewächs breite Medienaufmerksamkeit und hatte zahlreiche Aktionen zugunsten dieser Baumart zur Folge. 
Zusammen mit dem Frankfurter Kelterer Günther Possmann gründete Kausch-Blecken von Schmeling am 9. April 1994 in Frankfurt am Main den „Förderkreis Speierling“. Dieser befasst sich neben dem Speierling auch mit den weiteren „Sorbus“-Arten Elsbeere, Mehlbeere und Vogelbeere, deren Erhaltung und Förderung. Als Mitteilungsblatt des Förderkreises wurde ebenfalls noch 1994 die Fachzeitschrift Corminaria gegründet, die Kausch-Blecken von Schmeling bis Ende 2006 in seinem Verlag herausgab und auch als Schriftleiter redaktionell betreute. Daneben war er jahrelang Geschäftsführer und Schriftführer des „Förderkreises Speierling“. Zum 1. Januar 2007 übernahm dann die Stiftung „Wald in Not“ die Geschäftsführung und auch die Herausgabe der Corminaria. 

Durch alle diese Aktivitäten gelang es, Speierling und Elsbeere ins allgemeine forstliche Bewusstsein zurückzuholen und viel für sie zu tun. So konnte Kausch-Blecken von Schmeling im Jahr 2005 feststellen: 

„Neben der Pflanzung vieler junger Speierlinge in solitärer Stellung ist vor allem gelungen, dass jetzt in den Arbeitsanweisungen fast aller deutscher Landesforstverwaltungen der früher nicht genannte Speierling zusammen mit der Baumart Elsbeere als erhaltens- und fördernswerte Baumart erwähnt und empfohlen wird. Es wurden Samen- und Erhaltungsplantagen angelegt.“

## Ehrungen
- 2005 – Ehrenplakette in Silber des Landes Hessen für seine besonderen Verdienste um Landwirtschaft, Forsten und Naturschutz
- 2005 –  Ehrung durch die „Österreichische Gesellschaft zur Erhaltung und Förderung seltener Baum- und Straucharten“ (ÖGEBS) für sein Engagement zur Erhaltung und Förderung des Speierlings

## Schriften
- Die Verwaltungskosten bei den verschiedenen Ertragsklassen der Baumarten Buche und Fichte. Dargestellt an Beispielen der Niedersächsischen Landesforstverwaltung, Dissertation, Göttingen 1965
- Die Elsbeere (Sorbus torminalis Crantz). In: Aus dem Walde, Heft 33, Hannover 1980
- Holzkunde. Erkennen der Hölzer, Fachhochschule Hildesheim, Holzminden, Fachbereich Forstwirtschaft Göttingen (Heft 3), Göttingen 1986
- Der Speierling, Bovenden 1992 (2. Auflage Bovenden 2000)
- Die Elsbeere. Sorbus torminalis Crantz, Bovenden 1994 (ISBN 3-88452-925-0)